# Seagle Air
Seagle Air war eine slowakische Charterfluggesellschaft mit Sitz in Trenčín. Sie hatte Basen in Bratislava und Prag.

## Geschichte
Seagle Air wurde 1995 als eine Flugschule gegründet. Später wurde der Cargotransport, 2006 VIP-Dienste und 2007 Charterflüge zum Angebot hinzugefügt. 2007 übernahm die Fluggesellschaft große Teile der insolventen Slovak Airlines. Die Flugschule befand sich auf dem Flughafen Trenčín, auf ihren Charterflügen mit Airbus A320 und Boeing 737 transportierte sie Fracht, Passagiere sowie Post.
Aufgrund finanzieller Schwierigkeiten geriet Seagle Air 2009 in Bedrängnis. Da Teilhaber keine weitere Finanzspritzen gaben, wurde der Betrieb am 23. Oktober eingestellt. Die Flugzeuge wurden danach an ihre Leasinggeber retourniert. 
Nachdem der Gesellschaft bereits im Dezember 2009 die Betriebslizenz entzogen worden war, meldete sie im April 2010 Insolvenz an.

## Flotte
(Vor Einstellung des Betriebes.)
- 2 Airbus A320-200
- 3 Boeing 737-300